# Cooperació Política Europea

Història de la Comunitat Europea

La Cooperació Política Europea (CPE) es va introduir l'any 1970 i va ser el sinònim de la Unió Europea per a la coordinació de la política exterior fins que va ser substituït per la Política Exterior i de Seguretat Comuna al Tractat de Maastricht (novembre de 1993).
Entre els anys 1950 i 1960, els estats membres de la CE van tractar de donar al mercat interior una dimensió de política exterior, però va fallar en dues ocasions. La idea supranacional de la Comunitat Europea de Defensa, els estats van demanar als seus Ministres de Relacions Exteriors durant la cimera de la Haia de 1969: «estudiar la millor manera d'avançar en la qüestió de la unificació política, dintre del context de l'ampliació». Posteriorment, els Ministres de Relacions Exteriors van elaborar l'informe Davignon (1970), que va crear una proposta de consulta intergovernamental informal on els Estats membres podrien assolir la «política d'escala» (Ginsberg 1989).
Mentre la CPE va adoptar la naturalesa intergovernamental dels Plans Fouchet, no va tenir en compte la «grandeur francesa» de l'era Charles de Gaulle. La participació de Regne Unit va garantir la seva naturalesa atlàntica. La Comissió Europea podria, a més a més, ésser capaç d'expressar la seva opinió, en les matèries que es referissin a la seva competència. Finalment, la CEP no tenia el seu fort a París -base de Secretaria dels projectes de Fouchet-. Els Països Baixos sempre havien estat ansiosos sobre aquesta idea, ja que pensaven que podria convertir-se en un competidor per a la Comissió Europea. La CEP es va modificar i va reforçar a l'informe de Copenhaguen (1973) i en el de Londres (1981), que van ser formalitzades amb l'Acta Única Europea de 1986.
La CEP va resultar un «èxit mixt». Durant la dècada de 1970 es va mostrar molt actiu al conflicte de l'Orient Mitjà i en la creació de l'Conferència sobre la Seguretat i la Cooperació a Europa (CSCE), el predecessor de l'Organització per a la Seguretat i la Cooperació a Europa. La guerra soviètica de l'Afganistan (1979)) i la participació de les guerra dels Balcans (1991-1995), tanmateix, van mostrar la debilitat de la CEP.